# Nibelle
Pour les articles homonymes, voir Adolphe Nibelle, Henri Nibelle et Maurice Nibelle.
Nibelle est une commune française située dans le département du Loiret en région Centre-Val de Loire.

## Géographie

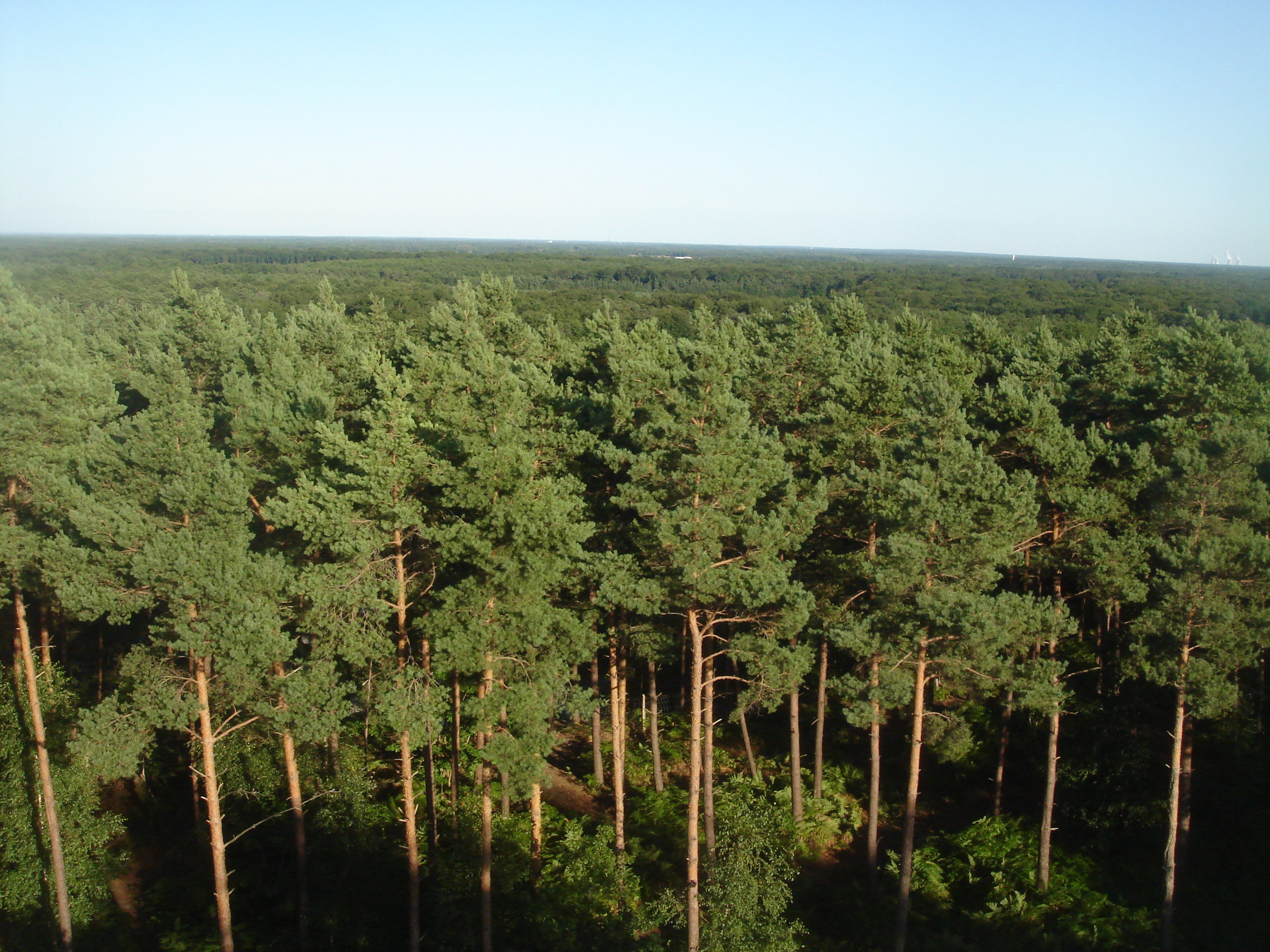
La forêt d'Orléans à Nibelle.

### Localisation

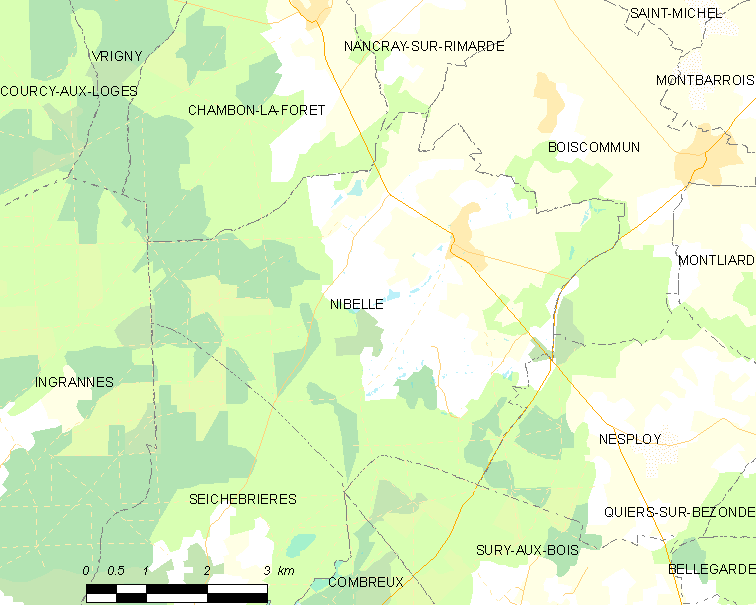
Carte de la commune de Nibelle et des communes limitrophes.

La commune de Nibelle se trouve dans le quadrant nord-est du département du Loiret, dans la région agricole de l'Orléanais,. À vol d'oiseau, elle se situe à 33,9 km  d'Orléans, préfecture du département, à 17,7 km de Pithiviers, sous-préfecture, et à 9,3 km de Beaune-la-Rolande, ancien chef-lieu du canton dont dépendait la commune avant mars 2015. La commune fait partie du bassin de vie de Beaune-la-Rolande.
Les communes les plus proches sont : Nesploy (3,8 km), Boiscommun (4,4 km), Chambon-la-Forêt (4,4 km), Nancray-sur-Rimarde (5,1 km), Montliard (5,2 km), Montbarrois (6 km), Sury-aux-Bois (6,3 km), Saint-Michel (6,4 km), Batilly-en-Gâtinais (6,9 km) et Seichebrières (7,2 km).
Avec une superficie de 27,18 km2, elle se classe au 430e rang des 1 842 communes de la région Centre.
Sur les 2 700 hectares de la commune, 1 145 se situent dans la forêt domaniale d'Orléans et comportent plusieurs étangs.

### Lieux-dits et écarts
- La Boule d'Or : tire son nom d'un ancien café, la boule y est encore visible.
- Saint-Sauveur : ancienne commune intégrée à Nibelle en 1813[6].
- La Rochelle.
- Les Poteries.
- La Cave.

### Communes limitrophes
Nibelle est limitrophe de huit autres communes, dont Combreux au sud par un simple quadripoint.
| Nibelle Nesploy (3,9km) Chambon-la-Forêt (4,4km) Boiscommun (4,4km) Nancray-sur-Rimarde (5,1km) Montliard (5,2km) Montbarrois (6,1km) Saint-Michel (6,3km) Sury-aux-Bois (6,5km) Batilly-en-Gâtinais (6,9km) Saint-Loup-des-Vignes (7,3km) Seichebrières (7,4km) Combreux (7,7km) | \| Chambon-la-Forêt \| Nancray-sur-Rimarde, Boiscommun \| Boiscommun \| \| Ingrannes \| Nibelle \| Boiscommun \| \| Seichebrières \| Combreux, Sury-aux-Bois \| Nesploy \| |            |
| Chambon-la-Forêt | Nancray-sur-Rimarde, Boiscommun | Boiscommun |
| Ingrannes | Nibelle | Boiscommun |
| Seichebrières | Combreux, Sury-aux-Bois | Nesploy    |

### Géologie et relief

#### Géologie
La commune se situe dans le sud du Bassin parisien, le plus grand des trois bassins sédimentaires français. Cette vaste dépression, occupée dans le passé par des mers peu profondes et des lacs, a été comblée, au fur et à mesure que son socle s’affaissait, par des sables et des argiles, issus de l’érosion des reliefs alentours, ainsi que des calcaires d’origine biologique, formant ainsi une succession de couches géologiques.
Les couches affleurantes sur le territoire communal sont constituées de formations superficielles du Quaternaire et de roches sédimentaires datant du Cénozoïque, l'ère géologique la plus récente sur l'échelle des temps géologiques, débutant il y a 66 millions d'années. La formation la plus ancienne est des marnes et sables de l'Orléanais remontant à l’époque Miocène de la période Néogène. La formation la plus récente est des dépôts anthropiques remontant à l’époque Holocène de la période Quaternaire. Le descriptif de ces couches est détaillé dans  la feuille « n°364 - Bellegarde-du-Loiret » de la carte géologique au 1/50 000ème du département du Loiret, et sa notice associée.

Carte géologique de la commune.

|  | X :  | dépôts anthropiques                                               |
|  | FC : | alluvions et colluvions du fond des vallées secondaires, Holocène |

|  | qCC : | alluvions Fu dites des '-Cailloutis culminants'- de Sologne, Pliocène supérieur à Pléistocène inférieur, terrasse à +50 à 60 m |
|  | qN :  | sables et galets éoliens, Quaternaire                                                                                          |

|  | m3-p1SASo : | sables et argiles de Sologne, Langhien supérieur à Pliocène inférieur |
|  | m2MSO :     | marnes et sables de l'Orléanais, Burdigalien                          |

#### Relief
La superficie cadastrale de la commune publiée par l’Insee, qui sert de références dans toutes les statistiques, est de 27,18 km2,. La superficie géographique, issue de la BD Topo, composante du Référentiel à grande échelle produit par l'IGN, est quant à elle de 27,13 km2. L'altitude du territoire varie entre 117 m et 170 m.

### Climat
Pour des articles plus généraux, voir Climat du Centre-Val de Loire et Climat du Loiret.
En 2010, le climat de la commune est de type climat océanique dégradé des plaines du Centre et du Nord, selon une étude du CNRS s'appuyant sur une série de données couvrant la période 1971-2000. En 2020, Météo-France publie une typologie des climats de la France métropolitaine dans laquelle la commune est exposée à un climat océanique altéré et est dans une zone de transition entre les régions climatiques « Sud-ouest du bassin Parisien » et « Moyenne vallée de la Loire ».
Pour la période 1971-2000, la température annuelle moyenne est de 10,8 °C, avec une amplitude thermique annuelle de 15,2 °C. Le cumul annuel moyen de précipitations est de 671 mm, avec 11,1 jours de précipitations en janvier et 7,3 jours en juillet. Pour la période 1991-2020, la température moyenne annuelle observée sur la station météorologique de Météo-France la plus proche, sur la commune de Ladon à 16 km à vol d'oiseau, est de 11,7 °C et le cumul annuel moyen de précipitations est de 685,3 mm,. Pour l'avenir, les paramètres climatiques de la commune estimés pour 2050 selon différents scénarios d'émission de gaz à effet de serre sont consultables sur un site dédié publié par Météo-France en novembre 2022.

### Milieux naturels et biodiversité

#### Zones Natura 2000
Le réseau Natura 2000 est un réseau écologique européen de sites naturels d’intérêt écologique élaboré à partir des Directives « Habitats » et « Oiseaux ». Ce réseau est constitué de Zones Spéciales de Conservation (ZSC) et de Zones de Protection Spéciale (ZPS). Dans les zones de ce réseau, les États Membres s'engagent à maintenir dans un état de conservation favorable les types d'habitats et d'espèces concernés, par le biais de mesures réglementaires, administratives ou contractuelles. L'objectif est de promouvoir une gestion adaptée des habitats tout en tenant compte des exigences économiques, sociales et culturelles, ainsi que des particularités régionales et locales de chaque État Membre. les activités humaines ne sont pas interdites, dès lors que celles-ci ne remettent pas en cause significativement l’état de conservation favorable des habitats et des espèces concernés,.
Les sites Natura 2000 présents sur le territoire communal de Nibelle sont les suivants :
| Numéro    | Type                                       | Nom                           | Arrêté de classement | Localisation |
| --------- | ------------------------------------------ | ----------------------------- | -------------------- | --- |
| FR2410018 | ZPS (directive « Oiseaux »)                | Forêt d’Orléans               | 23 décembre 2003     | Dans les parties ouest et sud de la commune.                                                                                                   |
| FR2400524 | SIC (directive « Habitats, faune, flore ») | Forêt d’Orléans et périphérie | 20 août 2014         | Un noyau est localisé dans la moitié sud-ouest de la commune, un autre dans la frange nord-ouest, en limite de la commune de Chambon-la-Forêt. |

Le site de la « forêt d'Orléans » s'étend du nord-est de l'agglomération orléanaise jusqu'aux portes de Gien, suivant un arc de cercle d'une soixantaine de kilomètres de long et d'une largeur variant de 2 à 15 km environ. Cet ensemble forestier quasi continu est majoritairement domanial. La forêt domaniale est constituée de trois massifs distincts, de l'ouest vers l'est, les massifs d'Orléans, Ingrannes et Lorris, en périphérie desquels se trouvent d'autres parcelles forestières. La surface globale des trois massifs domaniaux est de 34 500 hectares. D'une surface totale de 32 177 ha, le site est constitué de deux grandes entités couvrant la presque intégralité des massifs forestiers domaniaux d'Ingrannes et de Lorris. Ces deux grandes entités englobent également d'autres parcelles forestières, ainsi que des étangs, en périphérie, de même que la grande « clairière » de Sully-la-Chapelle, Ingrannes et Seichebrières incluse dans le massif d'Ingrannes. Ce site présente un grand intérêt ornithologique notamment avec la nidification du balbuzard pêcheur, de l'aigle botté, du circaète Jean-le-Blanc, de la bondrée apivore, du busard Saint-Martin, de l'engoulevent d'Europe, des pics noir, mar et cendré, de l'alouette lulu et de la fauvette pitchou. Les étangs constituent par ailleurs des sites d'étape migratoire importants pour différentes espèces.
Le site de la « forêt d'Orléans et périphérie » d'une surface totale de 2 226,40 ha, est morcelé en 38 entités. Celles-ci, de tailles variables (de 0,9 à 347 ha), sont disséminées sur les 3 massifs et leurs périphéries. Au cours de la réalisation du document d'objectifs, à la suite des inventaires de terrain, l'absence d'habitat ou habitat d'espèce d'intérêt communautaire dans certaines entités a conduit à la proposition de leur suppression (13 entités concernées, pour une surface totale de 207,90 ha). L'intérêt du site réside dans la qualité des zones humides (étangs, tourbières, marais, mares), la grande richesse floristique, avec un intérêt élevé pour les bryophytes, les lichens et les champignons. 17 habitats naturels d’intérêt communautaire sont répertoriés sur le site qui présente aussi un intérêt faunistique, notamment l’avifaune, les chiroptères, les amphibiens et les insectes. Ce site présente une faible vulnérabilité dans les conditions actuelles de gestion ; il s’agit en effet de parcelles de forêt domaniale dont la gestion actuelle n’induit pas de contraintes particulières pour les espèces citées. Certaines comme le balbuzard pêcheur font l’objet d’une surveillance. D’autres espèces justifieraient un suivi, comme le sonneur à ventre jaune, l’aigle botté, la pie-grièche écorcheur.

Sélection de représentants de l'avifaune de la zone Natura 2000 « Forêt d'Orléans».
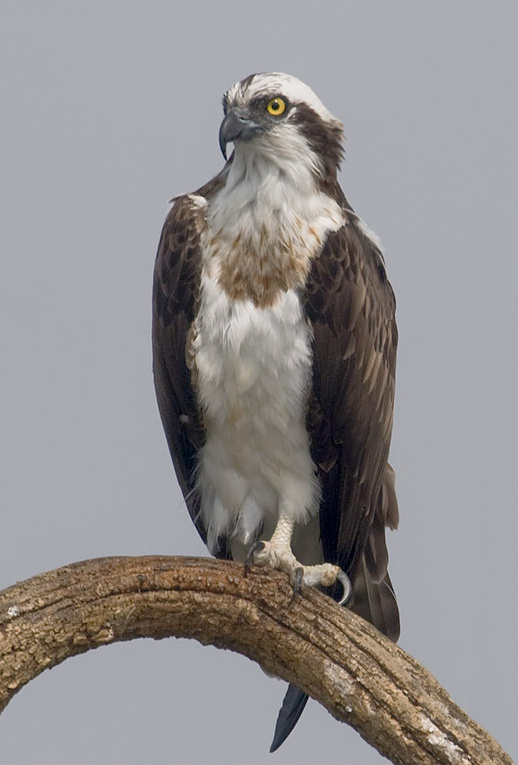
Balbuzard pêcheur.
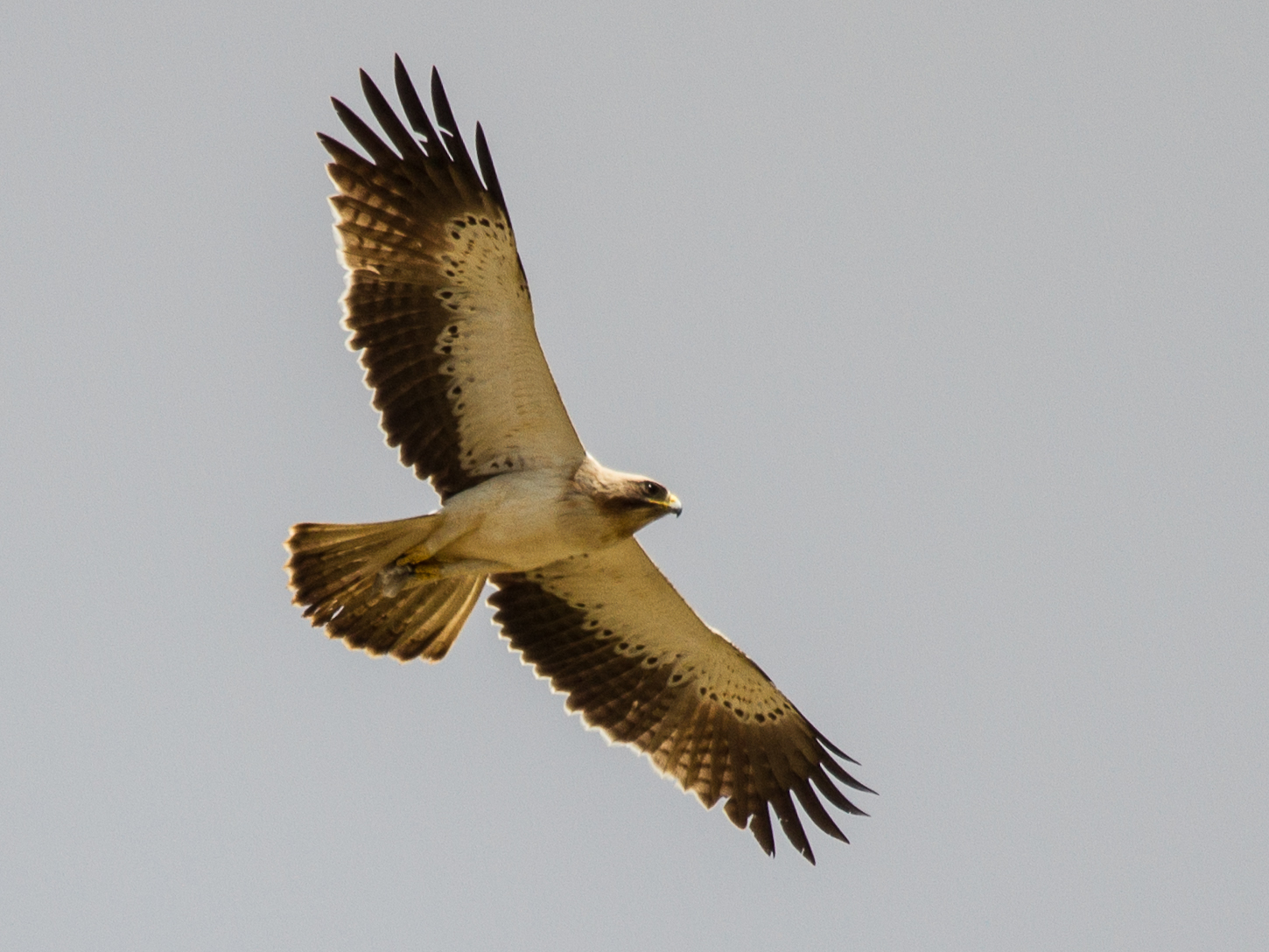
Aigle botté en vol.
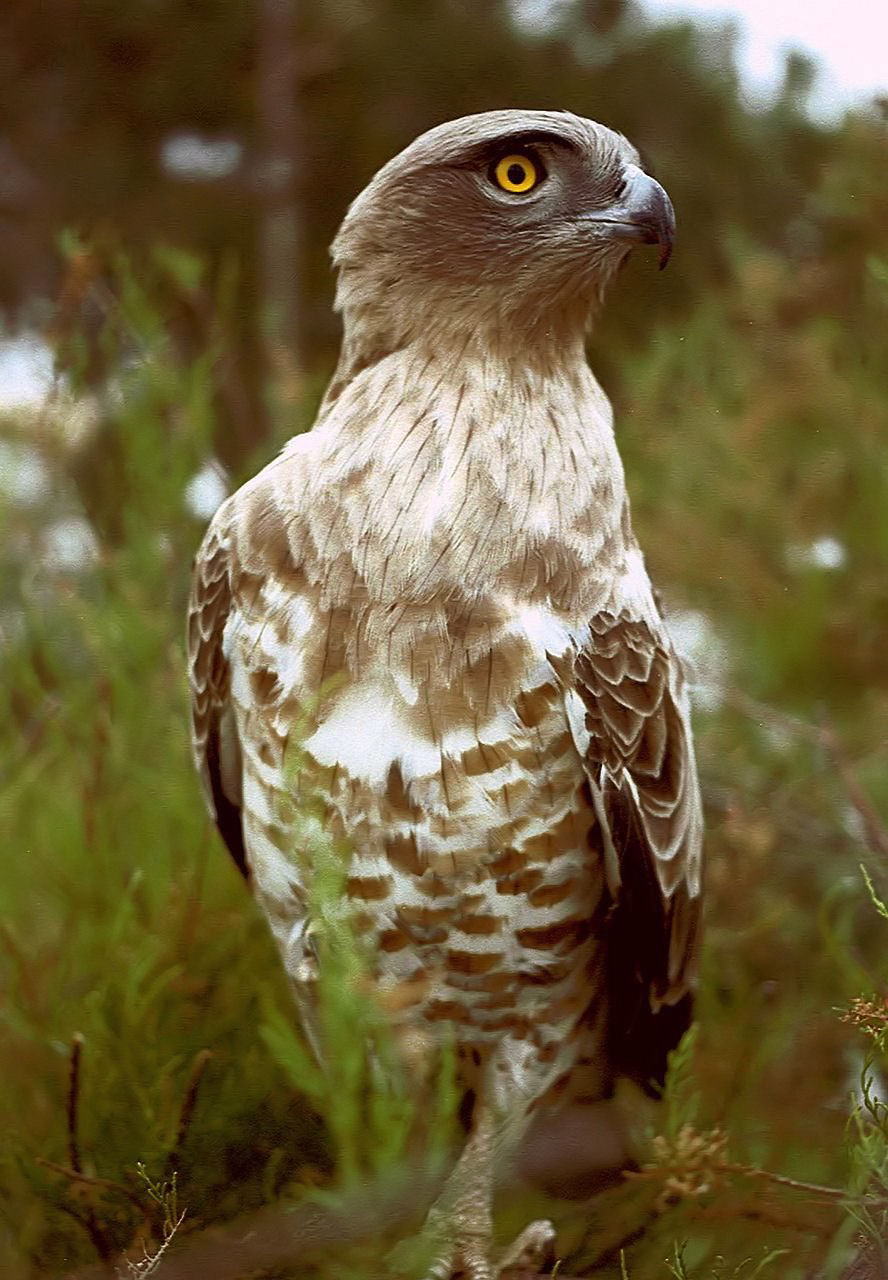
Circaète Jean-le-Blanc.
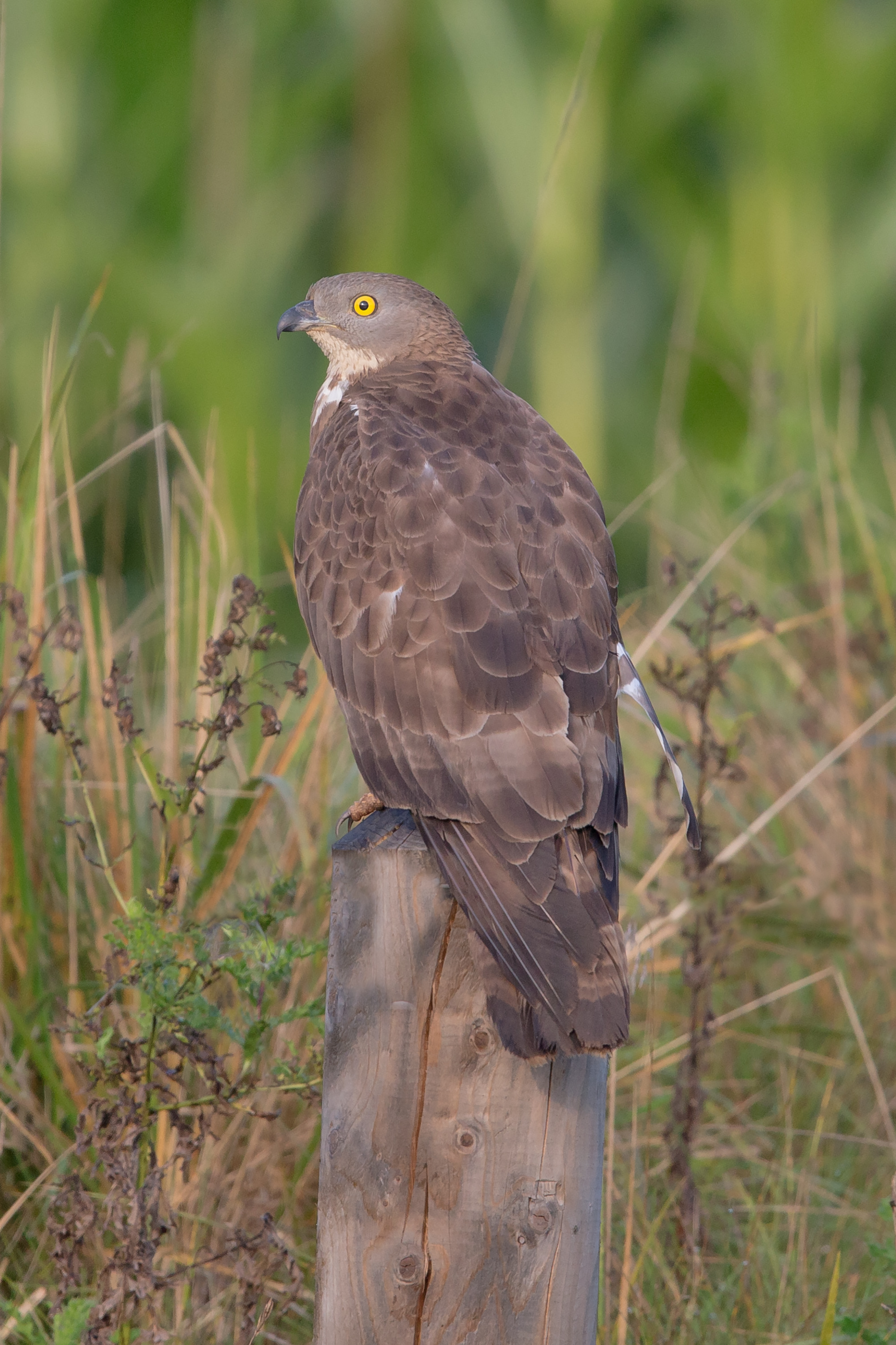
Bondrée apivore.
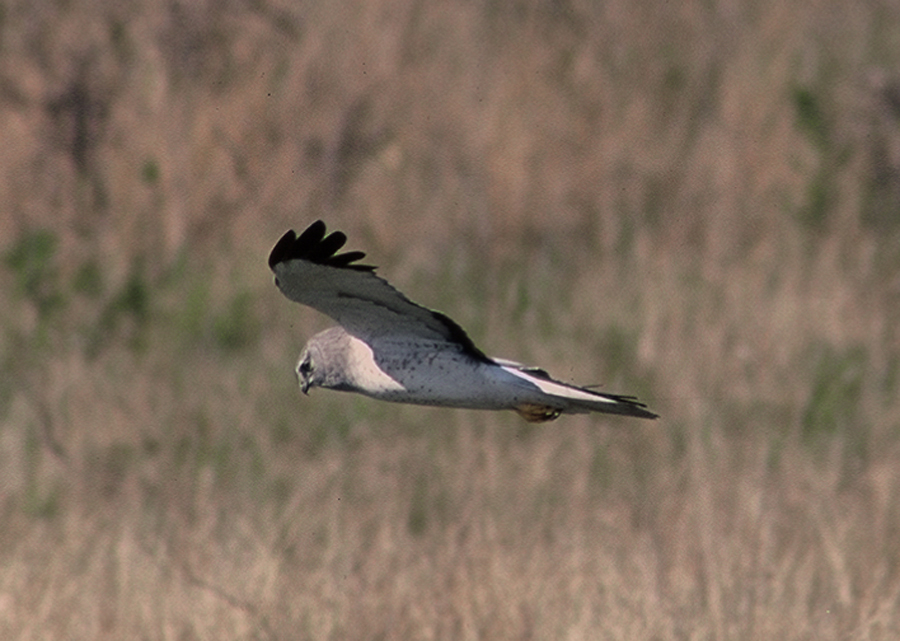
Busard Saint-Martin.
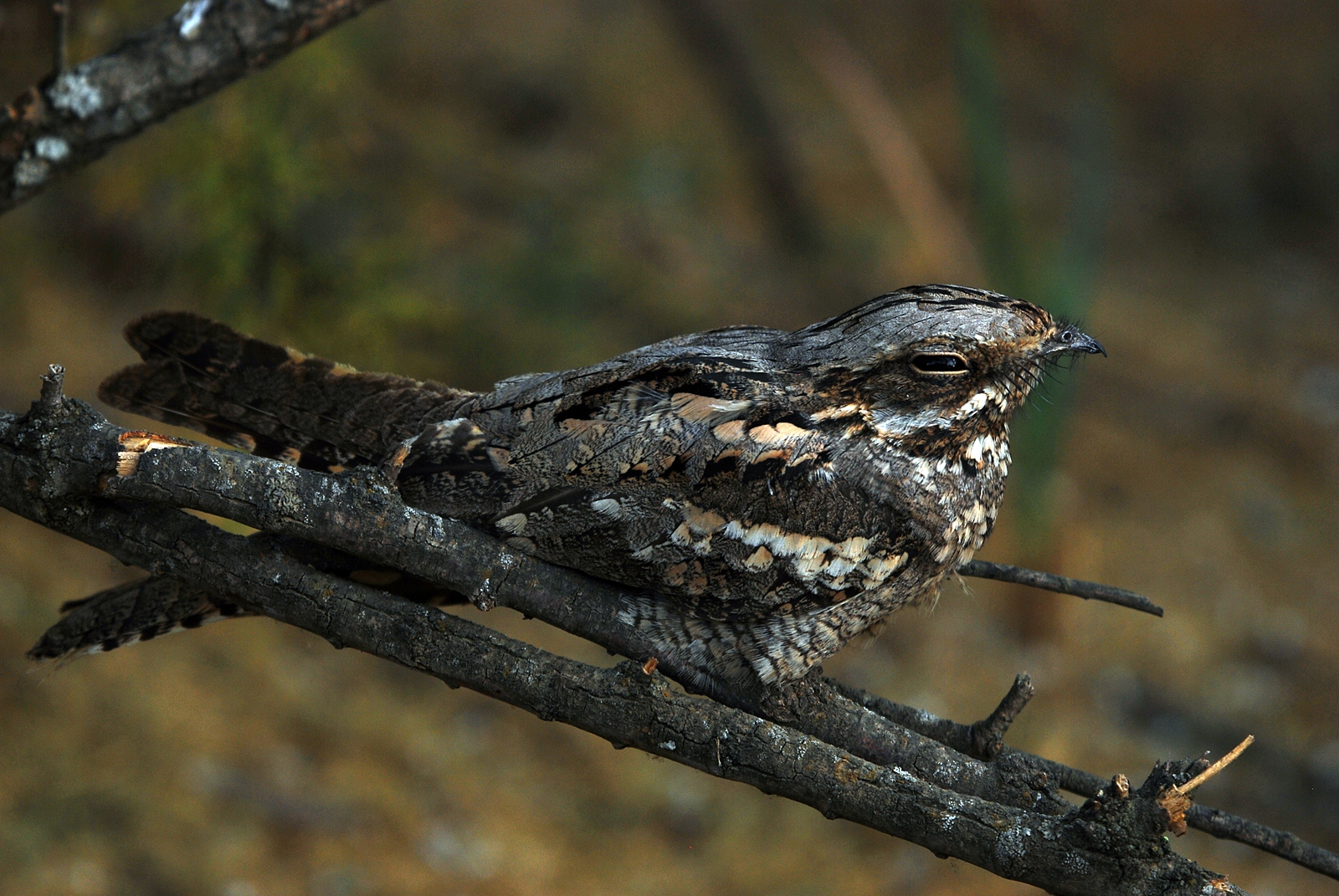
Engoulevent d'Europe.
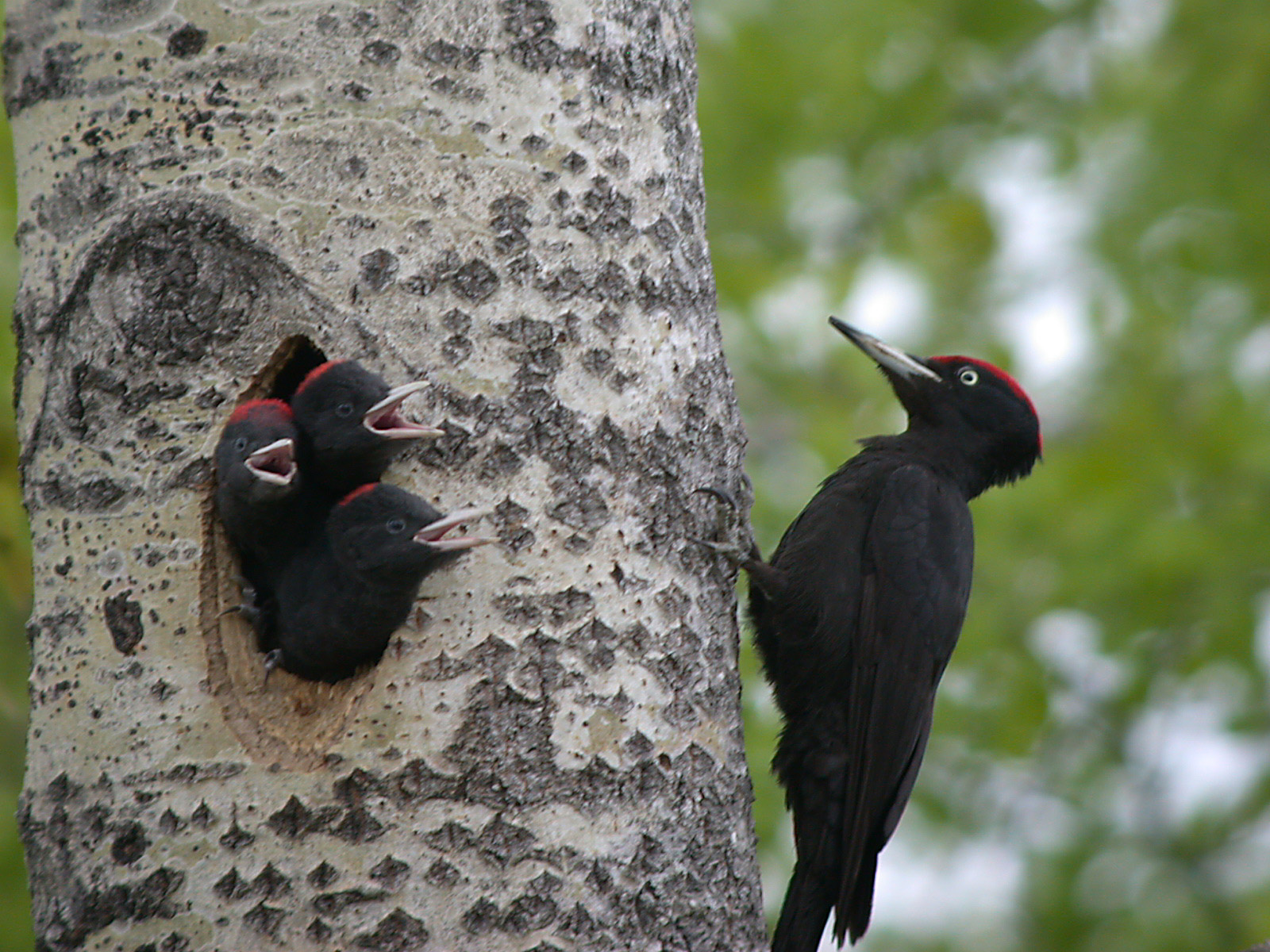
Pic noir.

#### Zones nationales d'intérêt écologique, faunistique et floristique

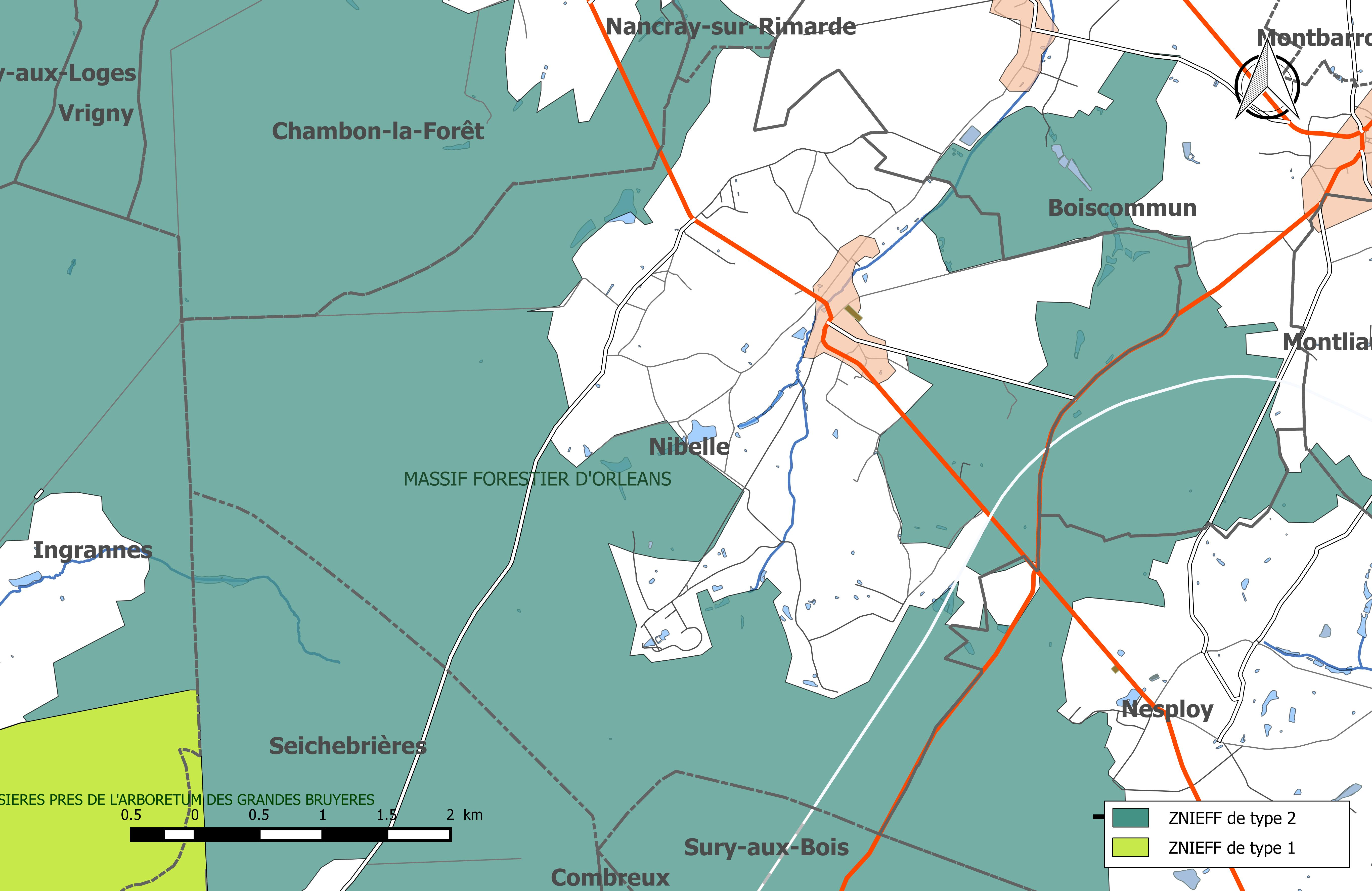
Carte des ZNIEFF de la commune et de ses abords.

L’inventaire des zones naturelles d'intérêt écologique, faunistique et floristique (ZNIEFF) a pour objectif de réaliser une couverture des zones les plus intéressantes sur le plan écologique, essentiellement dans la perspective d’améliorer la connaissance du patrimoine naturel national et de fournir aux différents décideurs un outil d’aide à la prise en compte de l’environnement dans l’aménagement du territoire. Le territoire communal de Les Bordes comprend une ZNIEFF de type 2, dénommée « Massif forestier d'Orléans ». D'une superficie de 36 086 hectares, elle s'étend sur 37 communes, dont Bouzy-la-Forêt, et se superpose pour la commune à la zone Natura 2000 de même nom. Son altitude varie entre 126 et 174 m. La forêt d'Orléans repose pour l'essentiel sur des terrains de nature comparable à celle des terrains de la Sologne (Burdigalien) épandus sur le coteau de Beauce. Les formations végétales sont donc plutôt acidoclines à acidiphiles avec des secteurs secs et  d'autres  très  humides. L'intérêt  dépasse  les  contours  complexes  du  massif  domanial  et  s'étend  également  aux  lisières  et
enclaves privées qui le prolongent.

## Urbanisme

### Typologie
Au 1er janvier 2024, Nibelle est catégorisée commune rurale à habitat dispersé, selon la nouvelle grille communale de densité à sept niveaux définie par l'Insee en 2022.
Elle est située hors unité urbaine et hors attraction des villes,.

### Occupation des sols
L'occupation des sols de la commune, telle qu'elle ressort de la base de données européenne d’occupation biophysique des sols Corine Land Cover (CLC), est marquée par l'importance des forêts et milieux semi-naturels (52,6 % en 2018), une proportion identique à celle de 1990 (52,6 %). La répartition détaillée en 2018 est la suivante : 
forêts (49,5 %), terres arables (22,7 %), prairies (15,8 %), zones agricoles hétérogènes (4,6 %), zones urbanisées (4,3 %), milieux à végétation arbustive et/ou herbacée (3,1 %).
L'évolution de l’occupation des sols de la commune et de ses infrastructures peut être observée sur les différentes représentations cartographiques du territoire : la carte de Cassini (XVIIIe siècle), la carte d'état-major (1820-1866) et les cartes ou photos aériennes de l'IGN pour la période actuelle (1950 à aujourd'hui).

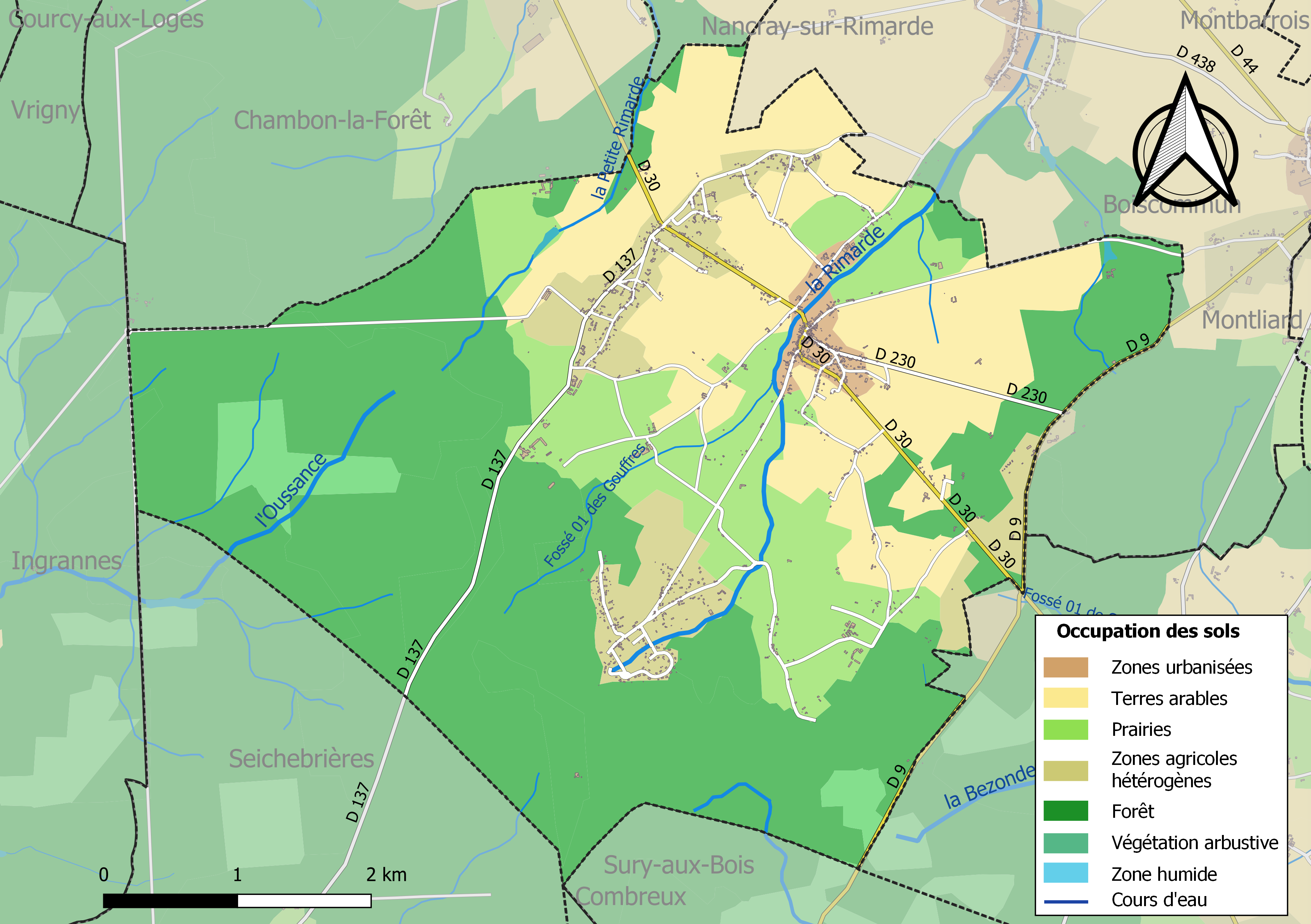
Carte des infrastructures et de l'occupation des sols de la commune en 2018 (CLC).
Carte orthophotographique de la commune en 2016.

### Voies de communication et transports

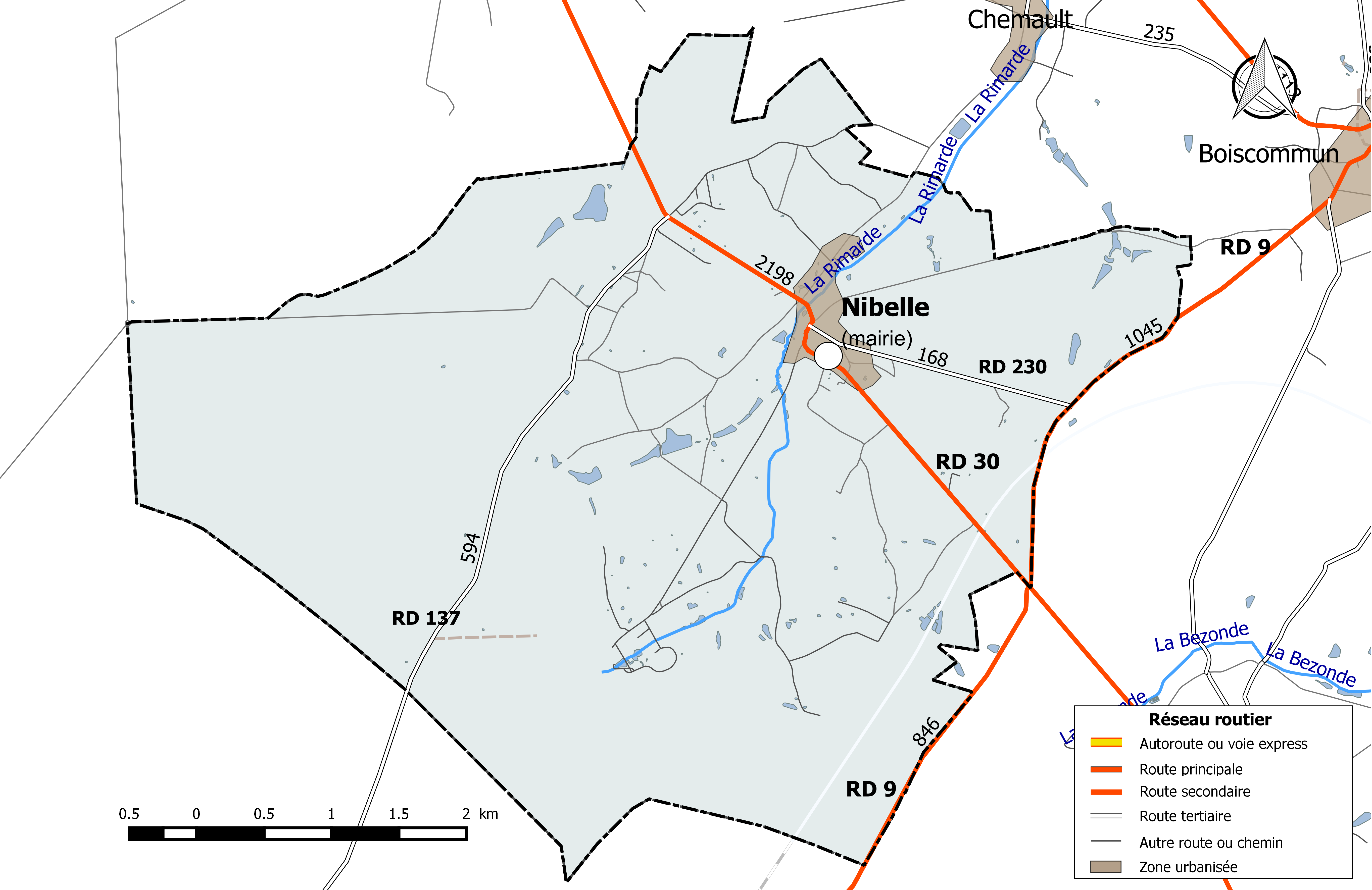
Réseau routier principal de la commune de Nibelle (avec indication du trafic routier 2014).

#### Infrastructures routières
La commune est traversée par quatre routes départementales : la RD 30 qui relie Ascoux à Nesploy et supporte un trafic de 2 198 véhicules/jour en 2014, la RD 9 (846 véhicules/jour), qui longe le territoire communal sur sa limite est et qui relie Fay-aux-Loges à Auxy, la RD 137 (594 véhicules/jour), qui relie la commune à Vitry-aux-Loges et la RD 230 (168 véhicules/jour), qui la relie à Boiscommun.

#### Transports en commun
Nibelle est desservie par la ligne régulière n°17 du réseau d'autocars interurbains Ulys. Celle ligne relie Beaune-la-Rolande à Orléans où des correspondances existent avec la SNCF à la gare d'Orléans et TAO et Transbeauce à la Gare routière d'Orléans.

### Risques majeurs
La commune de Nibelle est vulnérable à différents aléas naturels : climatiques (hiver exceptionnel ou canicule), mouvements de terrains ou sismique (sismicité très faible).
Entre 1989 et 2019, sept arrêtés ministériels ayant porté reconnaissance de catastrophe naturelle ont été pris pour le territoire de la commune : deux  pour des inondations et coulées de boues et cinq pour des mouvements de terrains.
Le territoire de la commune peut être concerné par un risque d'effondrement de cavités souterraines non connues. Une cartographie départementale de l'inventaire des cavités souterraines et des désordres de surface a été réalisée. Il a été recensé sur la commune plusieurs effondrements de cavités.
Par ailleurs, le sol du territoire communal peut faire l'objet de mouvements de terrain liés à la sècheresse. Le phénomène de retrait-gonflement des argiles est la conséquence d'un changement d'humidité des sols argileux. Les argiles sont capables de fixer l'eau disponible mais aussi de la perdre en se rétractant en cas de sècheresse. Ce phénomène peut provoquer des dégâts très importants sur les constructions (fissures, déformations des ouvertures) pouvant rendre inhabitables certains locaux. Celui-ci a particulièrement affecté le Loiret après la canicule de l'été 2003. Une grande partie du territoire de la commune, dont le bourg, est exposée à un aléa « fort » face à ce risque, selon l'échelle définie par le Bureau de recherches géologiques et minières (BRGM).
Depuis le 22 octobre 2010, la France dispose d’un nouveau zonage sismique divisant le territoire national en cinq zones de sismicité croissante. La commune, à l’instar de l’ensemble du département, est concernée par un risque très faible.

## Toponymie
Autrefois, la commune se nommait Nibelle - Saint-Sauveur.

## Histoire
L'existence de potiers à Nibelle est attestée depuis 1285. Au XVIe siècle, le village est connu pour sa production de sifflets en terre cuite. Plusieurs milliers de fragments, datant de 1560-1570, ont été découverts lors de la démolition d'une maison du XVIIe siècle. Certains sont conservés au Musée historique et archéologique de l'Orléanais.
Entre le 29 janvier et le 8 février 1939, plus de 2 800 réfugiés espagnols fuyant l'effondrement de la république espagnole devant les troupes de Franco, arrivent dans le Loiret. Devant l'insuffisance des structures d'accueil d’Orléans, 46 centres d’accueil ruraux sont ouverts, dont un à Nibelle. Les réfugiés, essentiellement des femmes et des enfants (les hommes sont désarmés et retenus dans le Sud de la France), sont soumis à une quarantaine stricte, vaccinés, le courrier est limité, et le ravitaillement, s'il est peu varié et cuisiné à la française, est cependant assuré. Une partie des réfugiés rentrent en Espagne, incités par le gouvernement français qui facilite les conditions du retour, ceux préférant rester sont regroupés au camp de la verrerie des Aydes, à Fleury-les-Aubrais.
Un maquis se constitue à Nibelle en 1944 et plusieurs parachutages d'armes et de matériel ont lieu dans les champs à proximité du village.

### Héraldique
| Blason de Nibelle | Les armes de Nibelle se blasonnent ainsi : Tranché au 1 d'argent de gueules, à une bouelle et au 2 à un coq d'argent. |

## Politique et administration
La commune appartient à l'arrondissement de Pithiviers, au canton de Beaune-la-Rolande et à la communauté de communes du Beaunois. De 1793 à 1801, elle a appartenu à l'ancien canton de Boiscommun, et de 1926 à 1942, à l'arrondissement de Montargis.
| Période  | Période  | Identité                 | Étiquette | Qualité                                                  |
| -------- | -------- | ------------------------ | --------- | -------------------------------------------------------- |
| 2001     | 2008     | François Bonis-Charancle |           |                                                          |
| 2008     | mai 2020 | Gérard Rousseau          |           | Retraité des artisans, commerçants et chefs d'entreprise |
| mai 2020 | En cours | Catherine Ragobert,      |           | Ancienne cadre                                           |

### Cadre de vie
Ville fleurie : deux fleurs attribuées par le Conseil national des  villes et villages fleuris de France au Concours des villes et villages fleuris.

## Équipements et services

### Environnement

#### Gestion des déchets
En  2016, la commune est membre du SITOMAP de la région Pithiviers, créé en 1968. Celui-ci assure la collecte et le traitement des ordures ménagères résiduelles, des emballages ménagers recyclables  et des encombrants en porte à porte et du verre en points d’apport volontaire. Un réseau de huit déchèteries accueille les encombrants et autres déchets spécifiques (déchets verts, déchets dangereux, gravats, ferraille, cartons…). La déchèterie la plus proche de la commune est située sur la commune de Beaune-la-Rolande. L'élimination et la valorisation énergétique des déchets ménagers et de ceux issus de la collecte sélective sont effectuées dans l'outil de traitement appelé BEGEVAL, installé à Pithiviers et géré par le syndicat de traitement Beauce Gâtinais Valorisation (BGV) qui regroupe le territoire des trois syndicats de collecte : SMETOM, SITOMAP et SIRTOMRA. Cet outil est composé d’un centre de valorisation matière qui trie les emballages issus de la collecte sélective, les journaux-magazines et les cartons de déchèteries, et d’un centre de valorisation énergétique qui incinère les ordures ménagères résiduelles et le tout-venant incinérable des déchèteries ainsi que les refus du centre de tri.
Depuis le 1er janvier 2017, la « gestion des déchets ménagers » ne fait plus partie des compétences de la commune mais est une compétence obligatoire de la communauté de communes du Pithiverais-Gâtinais en application de la loi NOTRe du 7 août 2015.

#### Production et distribution d'eau
Le service public d’eau potable est une compétence obligatoire des communes depuis l’adoption de la loi du 30 décembre 2006 sur l’eau et les milieux aquatiques. Au 31 décembre 2016, la production et la distribution de l'eau potable sur le territoire communal sont assurées par le syndicat des eaux et de l'Assainissement de Nibelle - Nesploy, un syndicat créé en 1964, la commune elle-même.
La loi NOTRe du 7 août 2015 prévoit que le transfert des compétences « eau et assainissement » vers les communautés de communes sera obligatoire à compter du 1er janvier 2020. Le transfert d’une compétence entraîne  de  facto la mise à disposition gratuite de plein droit des biens, équipements et services publics utilisés, à la date du transfert, pour l'exercice de ces compétences et la substitution de la communauté dans les droits et obligations des communes,.

#### Assainissement
La compétence assainissement, qui recouvre obligatoirement la collecte, le transport et l’épuration des eaux usées, l’élimination des boues produites, ainsi que le contrôle des raccordements aux réseaux publics de collecte, est assurée   par le Syndicat des Eaux et de l'Assainissement de Nibelle - Nesploy, régierégie.
La commune est raccordée à une station d'épuration située sur le territoire communal, mise en service le 1er mai 1999 et dont la capacité nominale de traitement est de  1 500 EH, soit 225 m3/jour. Cet équipement utilise un procédé d'épuration biologique dit « à boues activées ». Son exploitation est assurée en 2017 par Société DMS,.
L’assainissement non collectif (ANC) désigne les installations individuelles de traitement des eaux domestiques qui ne sont pas desservies par un réseau public de collecte des eaux usées et qui doivent en conséquence traiter elles-mêmes leurs eaux usées avant de les rejeter dans le milieu naturel. Depuis le 1er janvier 2017, la communauté de communes du Pithiverais-Gâtinais, issue de la fusion de la communauté de communes du Beaunois, de la communauté de communes des Terres puiseautines étendue à la commune nouvelle Le Malesherbois, assure le service public d'assainissement non collectif (SPANC). Celui-ci a pour mission de vérifier la bonne exécution des travaux de réalisation et de réhabilitation, ainsi que le bon fonctionnement et l’entretien des installations,.

### Enseignement
Nibelle est située dans l'académie d'Orléans-Tours et dans la circonscription de Pithiviers. La commune possède une école élémentaire publique : l'école Roger-Giry.

## Population et société

### Démographie
L'évolution du nombre d'habitants est connue à travers les recensements de la population effectués dans la commune depuis 1793. Pour les communes de moins de 10 000 habitants, une enquête de recensement portant sur toute la population est réalisée tous les cinq ans, les populations de référence des années intermédiaires étant quant à elles estimées par interpolation ou extrapolation. Pour la commune, le premier recensement exhaustif entrant dans le cadre du nouveau dispositif a été réalisé en 2006.
En 2022, la commune comptait 1 176 habitants, en évolution de +0,26 % par rapport à 2016 (Loiret : +1,89 %, France hors Mayotte : +2,11 %).
| 1793 | 1800 | 1806 | 1821 | 1831  | 1836  | 1841  | 1846  | 1851  |
| ---- | ---- | ---- | ---- | ----- | ----- | ----- | ----- | ----- |
| 907  | 880  | 915  | 964  | 1 035 | 1 147 | 1 179 | 1 212 | 1 237 |

| 1856  | 1861  | 1866  | 1872  | 1876  | 1881  | 1886  | 1891  | 1896  |
| ----- | ----- | ----- | ----- | ----- | ----- | ----- | ----- | ----- |
| 1 181 | 1 239 | 1 286 | 1 336 | 1 329 | 1 310 | 1 237 | 1 265 | 1 191 |

| 1901  | 1906  | 1911  | 1921 | 1926 | 1931 | 1936 | 1946 | 1954 |
| ----- | ----- | ----- | ---- | ---- | ---- | ---- | ---- | ---- |
| 1 101 | 1 110 | 1 098 | 951  | 918  | 922  | 879  | 914  | 785  |

| 1962 | 1968 | 1975 | 1982 | 1990 | 1999 | 2006 | 2011  | 2016  |
| ---- | ---- | ---- | ---- | ---- | ---- | ---- | ----- | ----- |
| 690  | 618  | 574  | 611  | 697  | 752  | 925  | 1 085 | 1 173 |

| 2021  | 2022  | - | - | - | - | - | - | - |
| ----- | ----- | - | - | - | - | - | - | - |
| 1 182 | 1 176 | - | - | - | - | - | - | - |

### Revenus
En 2009, la commune comporte 436 foyers fiscaux, regroupant 1 049,5 personnes. Le revenu fiscal moyen annuel par tête est de 19 906 €.

### Logement
En 2007, Nibelle comporte 597 logements. 403 sont des résidences principales, 168 des résidences secondaires et 26 ne sont pas occupés. Il y a 570 maisons individuelles (95,5 %) et 23 appartements (4,5 %). Sur les 403 résidences principales, 327 sont occupées par leur propriétaire, 66 par des locataires et 9 occupées à titre gratuit.
| Nombre de pièces    | 1 | 2  | 3  | 4  | 5 ou plus |
| Nombre de logements | 8 | 30 | 87 | 95 | 184       |

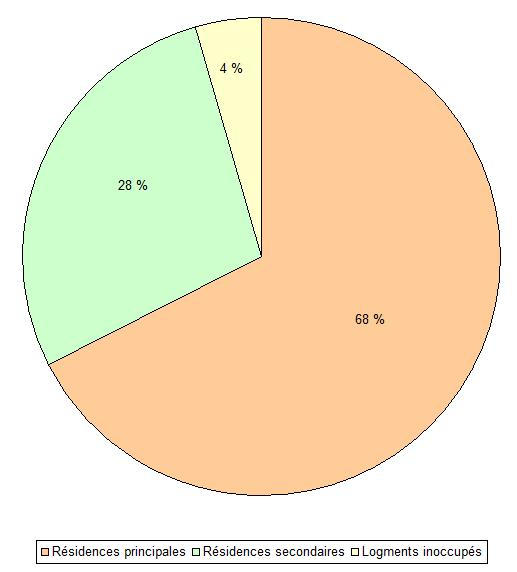
Nature des logements, en 2007.
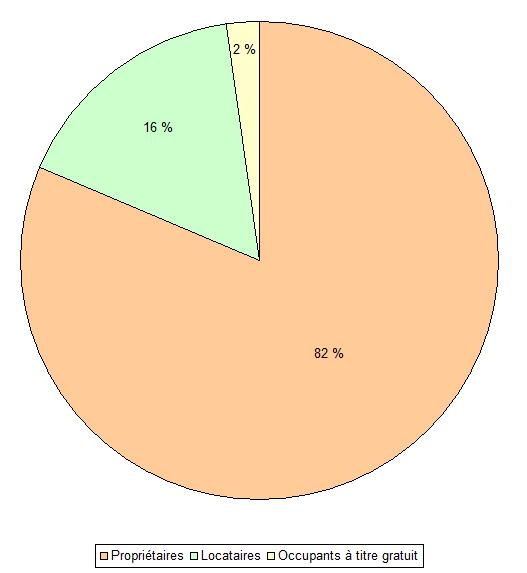
Occupants des logements, en 2007.
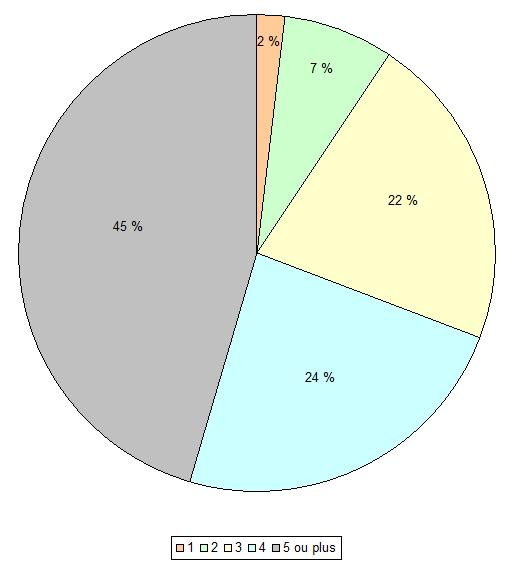
Nombre de pièces des logements, en 2007.

319 habitations (53,4 %) disposent d'au moins un emplacement de stationnement. Le prix du logement va de 1 154 €/m² à 2 947 €/m² pour une maison. Le Diagnostic de performance énergétique (DPE) moyen est de 299 kWhep/m².an.

## Économie
Nibelle est un village agricole et d’élevage (1 124 hectares de terres et prés) où les petites et moyennes entreprises (PME) et les entreprises agricoles emploient près d'une centaine de personnes résidant sur la commune ou sur les communes avoisinantes. En 2000, il y a quinze exploitations agricoles, occupant un total de 9 km². Il y a une tuilerie artisanale. En 2007, il y a 38 entreprises industrielles, 15 entreprises de services aux particuliers et deux commerces, un de plus de 120 m² de superficie et un de moins de 120 m².
| Secteur d'activité   | Industries extractives | Alimentation | Fabrication de produits industriels divers | Construction | Commerce et réparation d'automobiles | Transports | Hôtellerie et restauration | Immobilier | Services | Administrations publiques | Autres activités de services |
| Nombre d'entreprises | 1                      | 2            | 3                                          | 12           | 5                                    | 2          | 5                          | 1          | 4        | 2                         | 1                            |

| Secteur d'activité   | Poste | Réparation d'automobiles et de matériel agricole | Menuiserie | Plomberie | Électricité | Construction | Coiffeur | Restaurant | Agences immobilières |
| Nombre d'entreprises | 1     | 1                                                | 1          | 4         | 1           | 3            | 1        | 1          | 2                    |

En 2007, la population en âge de travailler est de 544 personnes. La population active est de 425 personnes (78,1 %) et la population inactive de 119 personnes (21,9 %). Sur les 425 personnes actives, 391 (92 %) ont un emploi (220 hommes et 171 femmes) et 32 (8,0 %) sont au chômage (17 hommes et 15 femmes). Sur les 119 inactifs, 47 sont des enfants (39,5 %), 36 des étudiants (30,3 %) et 36 sont classés comme « autres inactifs » (30,3 %).

### Tourisme
- Le camping Le parc de Nibelle[80] est un camping quatre étoiles, offrant 110 emplacements et 15 mobil-homes sur une superficie de 10 ha. Il possède une piscine et une aire de jeux pour enfants[81].

## Culture locale et patrimoine

### Lieux et monuments

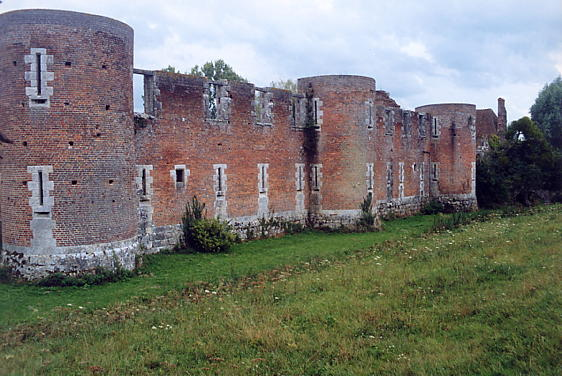
Le château du Hallier.

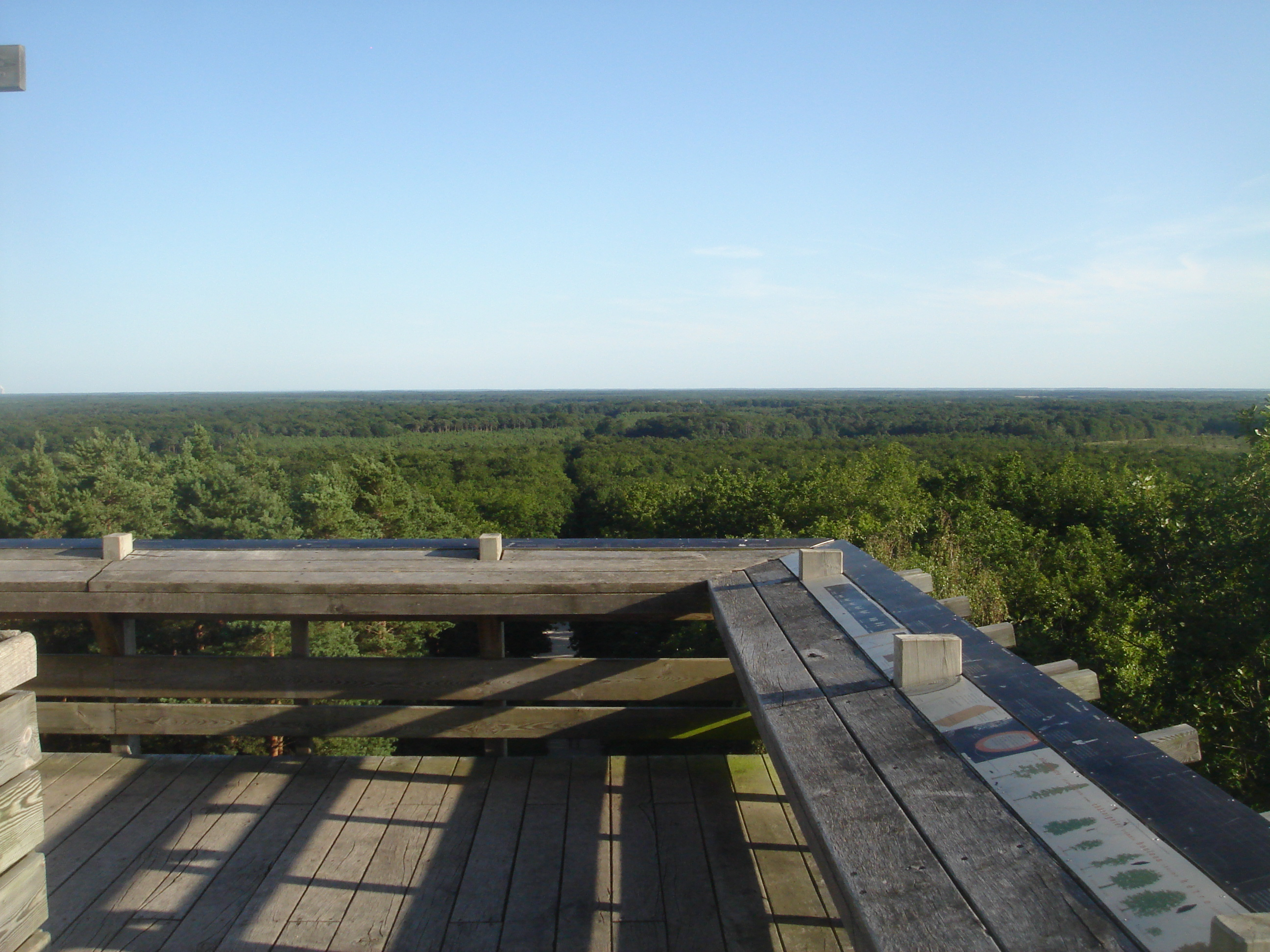
La forêt depuis l'observatoire des Caillettes.

- Le château du Hallier, construit par Charles de l’Hospital en 1544, est situé à l’écart du bourg. C'est une propriété privée qui ne se visite que de l’extérieur. Le château a été bâti entre le Moyen Âge et la Renaissance. Avec ses courtines de brique et pierre, il est cantonné de dix grosses tours. C'est un exemple de demeure de transition entre le château fort et la résidence de plaisance. Il a été inscrit aux monuments historique en 1967[A 2].
- Le château de Flottin, XIXe siècle[A 3].
- Les vestiges du château de la Guette, fin du XIXe siècle[A 4].
- La croix de chemin du Hallier[A 5].
- La croix monumentale de 1877, au lieu-dit La Guette[A 6].
- L'ancien prieuré de Flottin, datant du XIIe siècle, est tombé en ruine au XVIIe siècle[A 7].
- Les mottes féodales à Saint-Sauveur[A 8] et à La Cave de forme quadrangulaire avec son fossé[A 9].

L'ancienne motte féodale de Beaulieu a été détruite au XIXe siècle.
- L'église Saint-Sauveur, de 1866[A 11].
- La fontaine de dévotion Saint-Sauveur[A 12].
- Les fermes de la Petite-Rochelle[A 13], de la Grange-Menard[A 14], de la Ferme Brûlée[A 15], de la Chalerie[A 16] et de Bazinville[A 17].
- La forêt d'Orléans, où se situe le belvédère des Caillettes[82]. La commune est située dans la zone de protection spéciale « Forêt d'Orléans » du réseau Natura 2000[83].

### Culture
- Musée Abbé-Barillet d'arts sacrés, inauguré en septembre 2006. Il comprend les dons de l'abbé Barillet, curé de Nibelle entre 1945 et 1960.
- Musée Poterie & forêt[84].
- Musée des Terres Cuites, ouvert en 2017 : ce musée présente des céramiques découvertes durant des fouilles ainsi que la collection d'Émile Rivière, le dernier potier de la cité[85].

Anciennement musée Saint-Sauveur, ce musée municipal est géré depuis 2018 par l'association Histoire et patrimoine qui a pour mission d'animer ce lieu de mémoire. Il a été entièrement rénové en 2019-2020.
Le village de Nibelle a développé pendant des siècles deux activités principales liées à son environnement géographique : l'activité potière et les anciens métiers du bois et de la forêt. Le musée s'articule naturellement autour de ces deux thèmes.
- Musée des Terres cuites.

### Personnalités liées à la commune
- Jean Leseurre (1892-1964), ingénieur aéronautique français, est décédé dans la commune.